# Lemmopsis arnoldiana
Lemmopsis arnoldiana är en lavart som först beskrevs av Hepp, och fick sitt nu gällande namn av Alexander Zahlbruckner. Lemmopsis arnoldiana ingår i släktet Lemmopsis och familjen Lichinaceae.  Arten är reproducerande i Sverige. Inga underarter finns listade i Catalogue of Life.